# Лески (Тернопольская область)
Лески (укр. Ліски) — село в Збаражской городской общине Тернопольского района Тернопольской области Украины.
Код КОАТУУ — 6122483005. Население по переписи 2001 года составляло 351 человек.
До 2020 года входило в Збаражский район.

## Географическое положение
Село Лески находится на расстоянии в 1 км от города Збараж.
Рядом проходят автомобильная дорога М-19 (E 85) и
железная дорога, станция Збараж в 2-х км.

## История
- Село известно с XVII века.

## Религия
Есть церковь Святого Владимира Великого (1992 г.), часовня Святых Апостолов Петра и Павла.

## Объекты социальной сферы
- Фельдшерско-акушерский пункт.